# Anthracothorax

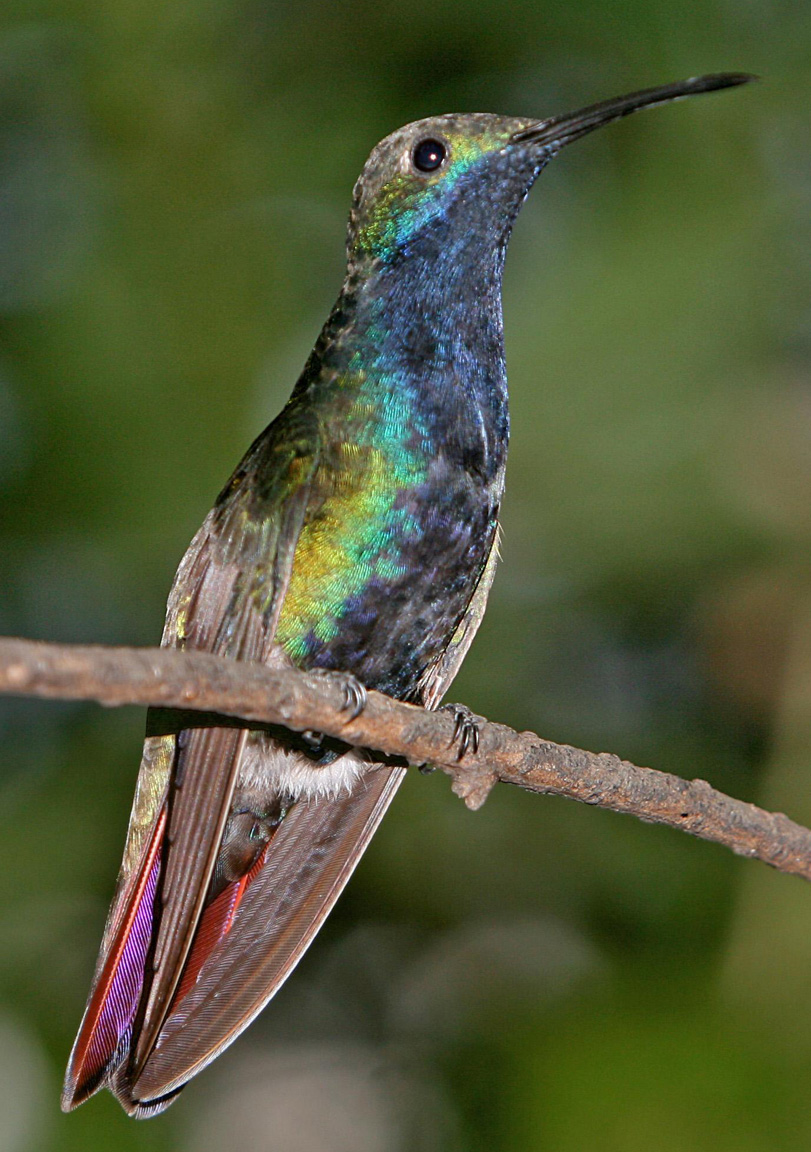
Anthracothorax nigeicollis uma das espécies do gênero Anthracothorax.

Anthracothorax é um gênero de aves conhecidas popularmente como beija-flores. Em grego Anthrax significa "da cor do carvão" e thorax significa peito, caracterizando os beija-flores do gênero principalmente por terem as penas do peito em um tom preto ou muito escuro.
O gênero foi descrito pelo zoólogo alemão Friedrich Boie em 1831.
São reconhecidas ao menos sete espécies de beija-flores neste gênero.
| Nome científico            | Nome popular                                                                                                 | Distribuição                                                                                       |
| -------------------------- | --- | -------------------------------------------------------------------------------------------------- |
| Anthracothorax viridigula  | Beija-flor-de-veste-verde, Colibri-de-gravata-dos-mangais                                                    | Venezuela, Trindade, Guianas e Nordeste do Brasil                                                  |
| Anthracothorax prevostii   | Beija-flor-de-peito-verde, Colibri-de-gravata-verde                                                          | Sul do México e América Central                                                                    |
| Anthracothorax nigricollis | Beija-flor-de-veste-preta, Beija-flor-preto, Bizunga, Beija-flor-de-garganta-preta, Colibri-de-gravata-preta | Sul do Panamá ao Nordeste da Bolívia; Sudeste do Brasil ao Nordeste da Argentina                   |
| Anthracothorax veraguensis | Beija-flor-de-veráguas, Colibri-de-veragua                                                                   | Panamá e Costa Rica                                                                                |
| Anthracothorax dominicus   | Beija-flor-das-antilhas, Colibri-dominicano                                                                  | República Dominicana, Haiti, Porto Rico, Ilhas Virgens Britânicas, Ilhas Virgens e Estados Unidos. |
| Anthracothorax viridis     | Beija-flor-porto-riquenho, Colibri-porto-riquenho                                                            | Porto Rico                                                                                         |
| Anthracothorax mango       | Beija-flor-jamaicano, Colibri-jamaicano                                                                      | Jamaica                                                                                            |